# 브뤼노 토데스키니
브뤼노 토데스키니(프랑스어: Bruno Todeschini, 1962년 9월 19일~)는 스위스와 프랑스의 배우이다.

## 작품 목록

### 영화
- 스톤 이터 (2018년)
- 잘루즈 (2017년)
- 브라바 (2017년)
- 세븐 데이즈 (2016년)
- 가능한 삶 (2016년)
- 더 넥스트 스킨 (2016년)
- 파파 뤼미에르 (2014년)
- 프렌치 커넥션: 마약수사 (2014년) - 은행원 역
- 스위치 (2011년)
- 더 버드 (2011년)
- 시작은 키스! (2011년) - 찰스 역
- 텐 (2010년) - 패트릭 메이어 역
- 오를리 (2010년)
- 탱고 싱어 (2009년)
- 루르드 (2009년) - 쿠노 역
- 써니 스펠스 (2008년)
- 언스포컨 (2008년)
- 착한 소녀 (2008년)
- 이 밤 (2008년)
- 그날 (2007년)
- 영웅은 없다 (2007년) - 브루노 역
- 패밀리 머더 파티 (2006년)
- 7년 (2006년)
- La Traductrice (2006년)
- 러브 투 하이드 (2005년)
- 리틀 예루살렘 (2005년) - 아리엘 역
- 신경쇠약 직전의 신부 (2005년) - 마이클 역
- 퍼펙트 커플 (2005년) - 니콜라 역
- 마지막 날 (2004년)
- 펠리스 (2003년)
- 그의 형제 (2003년)
- 스파이 바운드 (2003년)
- 피의 꽃 (2002년)
- 원스 어폰 엔젤 (2002년)
- 알게 될거야 (2001년) - 아뛰르 역
- 미지의 코드 (2000년)
- 파리의 숨바꼭질 (1995년)
- 여왕 마고 (1994년)
- 거짓말 (1993년)
- 내가 좋아하는 계절 (1993년)
- 팡팡(영어판) (1993년)
- 파수병 (1992년)